# Порядин, Геннадий Васильевич
Геннадий Васильевич Порядин (род. 9 июня 1937) — советский и российский патофизиолог, аллерголог, член-корреспондент РАМН (2004), член-корреспондент РАН (2014).

## Биография
Родился 9 июня 1937 года.
В 1966 году окончил лечебный факультет 2-го Московского ордена Ленина государственного медицинского института им. Н. И. Пирогова.
С 1966 года работает там же, пройдя путь от аспиранта (научный руководитель — А. Д. Адо) до заведующего кафедрой патологической физиологии (1986—2017). Занимал должности декана лечебного факультета (1987—2012) и проректора по учебной работе (2012—2015). В настоящее время — профессор, почетный заведующий кафедрой, советник ректора.
В 1969 году защитил кандидатскую, а в 1983 году — докторскую диссертацию на тему «Механизмы формирования немедленной аллергии человека и пути их коррекции».
В 2004 году избран членом-корреспондентом РАМН.
В 2014 году стал членом-корреспондентом РАН (в рамках присоединения РАМН и РАСХН к РАН).

## Научная деятельность
Научные интересы: молекулярные и клеточные механизмы иммунопатологических заболеваний; аллергия; роль иммунной системы в развитии воспаления, воспалительных поражений сердца (инфекционно-аллергический миокардит); роль апоптоза в развитии иммунопатологии; механизмы специфической иммунотерапии; поиск и изучение новых противоаллергических препаратов
Под его руководством подготовлено 12 докторов и 24 кандидата наук.
Автор около 400 научных работ, 7 монографий, 3 руководств для врачей и научных работников, 12 изобретений.
Член президиума Российского научного общества патофизиологов, председатель проблемной учебно-методической комиссии по преподаванию патофизиологии Российского научного общества патофизиологов, член редколлегии журналов «Патологическая физиология и экспериментальная терапия», «Общая реаниматология», «Клиническая патофизиология», «Вестник РГМУ».

## Награды
- Медаль ордена «За заслуги перед Отечеством» II степени (1996)[4]
- Орден Почёта (2018)[5]